# Антонов Сергій Анатолійович
Сергій Анатолійович Антонов (25 вересня 1914, місто Москва, тепер Російська Федерація — 21 січня 2000, місто Москва) — радянський діяч, слюсар Московського електромеханічного заводу імені Володимира Ілліча Міністерства електротехнічної промисловості СРСР. Член ЦК КПРС у 1966—1971 роках. Герой Соціалістичної Праці (8.08.1966).

## Життєпис
Закінчив ремісниче училище в Москві, слюсар-інструментальник. У 1929—1932 роках працював слюсарем Московського заводу імені Серго Орджонікідзе.
У 1932—1936 роках — слюсар Московського електромеханічного заводу імені Володимира Ілліча.
У 1936—1938 роках — у Червоній армії.
У 1938—1941 роках — слюсар Московського електромеханічного заводу імені Володимира Ілліча. У 1941 році разом із заводом був евакуйований на Кузбас, до міста Кисельовська.
У 1941—1945 роках — слюсар заводу міста Кисельовська Кемеровської області.
У 1945—1946 роках — слюсар Московського електромеханічного заводу імені Володимира Ілліча.
У 1946—1949 роках — слюсар Московського заводу № 48 «Молния» Першого головного управління при Раді міністрів СРСР.
Член ВКП(б) з 1948 року.
З 1949 року — слюсар Московського електромеханічного заводу імені Володимира Ілліча.
Указом Президії Верховної Ради СРСР від 8 серпня 1966 року за видатні заслуги у виконанні завдань семирічного плану і досягнення високих показників в роботі Антонову Сергію Анатолійовичу присвоєно звання Героя Соціалістичної Праці з врученням ордена Леніна і золотої медалі «Серп і Молот».
Потім — на пенсії в Москві. Деякий час працював майстром-наставником Московського професійно-технічного училища № 51.
Помер 21 січня 2000 року в Москві. Похований на Ніколо-Архангельському цвинтарі Москви.

## Нагороди і звання
- Герой Соціалістичної Праці (8.08.1966)
- орден Леніна (8.08.1966)
- орден Червоної Зірки (16.09.1945)
- медалі